# UGet Download Manager
UGet Download Manager est un gestionnaire de téléchargement Open source sous licence LGPL.
UGet gère les protocoles HTTP, HTTPS, FTP et aussi BitTorrent et Metalink en utilisant le plugin Aria2.

## Histoire
Le projet a commencé en  janvier 2003 sous le nom UrlGet . C'est en 2008 qu'il prend le nom de UGet.